# St. Johannis (Holzhausen)

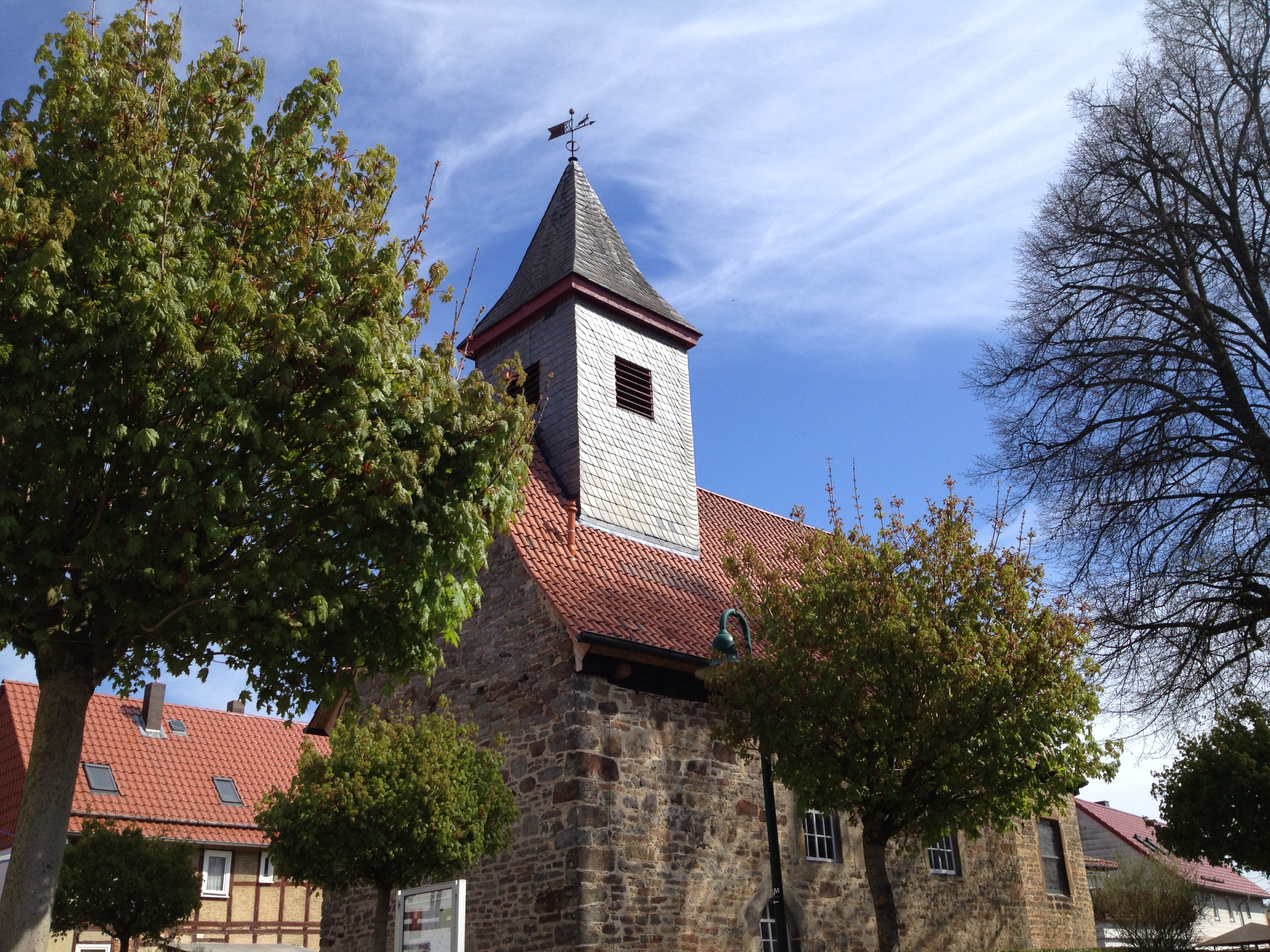
Evangelische Kirche St. Johannis in Holzhausen

Die evangelische Kirche St. Johannis in Holzhausen, einem Ortsteil der Gemeinde Immenhausen im Landkreis Kassel in Nordhessen, wurde 1428 erstmals urkundlich erwähnt. Das Kirchengebäude am Kirchplatz 1 ist ein geschütztes Kulturdenkmal. Die Kirchengemeinde gehört zum Kirchspiel Holzhausen im Kirchenkreis Hofgeismar-Wolfhagen der Evangelischen Kirche von Kurhessen-Waldeck.
Der kleine Saalbau mit schmalerem Chor geht vermutlich auf einen älteren Vorgängerbau zurück. Die ältesten Gebäudeteile sind die Südwand mit erhaltenem, spitzbogigem Portalgewände und der Triumphbogen in Hufeisenform aus der Mitte des 12. Jahrhunderts.
Nach einem Brand im Jahr 1560 erfolgte der Wiederaufbau mit Erneuerung des Chors. Am Triumphbogen wurden Wandmalereien angebracht, die mit der Jahreszahl 1560 datiert sind. 
Im Jahr 1818 erfolgte der Einbau der zweiseitig umlaufenden Empore und der Aufbau eines quadratischen Dachreiters mit spitzem Zeltdach. 
Das segmentbogige Portal an der Westwand entstand im 19. Jahrhundert. 

## Ausstattung
Der Taufstein in Säulenform stammt aus dem 13. Jahrhundert. Die Kanzel aus Holz wurde um 1700 geschaffen und die Orgel wurde um 1884/85 erneuert.